# Oniscidea

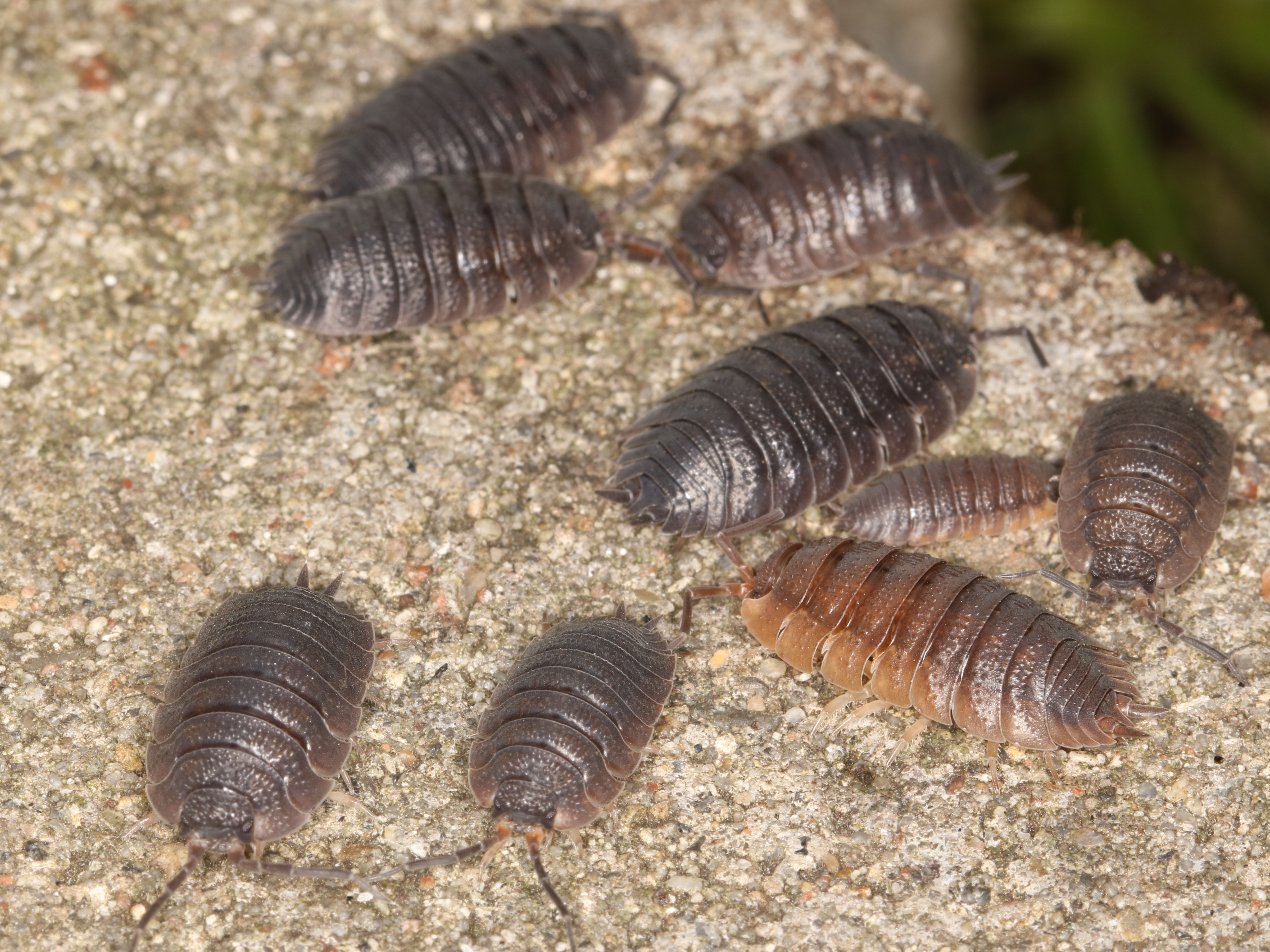
Prosionki szorstkie (Porcellio scaber)

Oniscidea – podrząd lądowych skorupiaków z rzędu równonogów. Znane są również jako stonogi.
Podobnie jak większość lub wszystkie równonogi są spłaszczone grzbietobrzusznie, nie posiadają karapaksu i mają głowę zlaną z pierwszym segmentem tułowia. W porównaniu do innych równonogów mają szczątkowe czułki I pary. Wyróżniają się jednak przede wszystkim przystosowaniami do życia na lądzie takimi jak płuca pleopodialne, bardziej lub mniej zamknięta komora lęgowa (marsupium) czy system przewodzący wodę. Opanowały one ląd lepiej niż jakakolwiek inna grupa skorupiaków. Mają 7 par odnóży krocznych.
Należą do nich na przykład stonoga murowa (Oniscus asellus) i prosionek szorstki (Porcellio scaber).

## Budowa

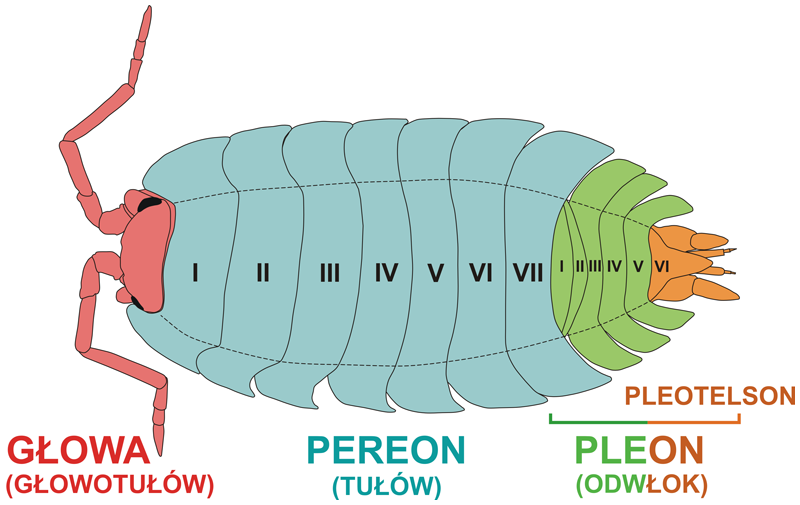
Ogólny plan budowy Oniscidea

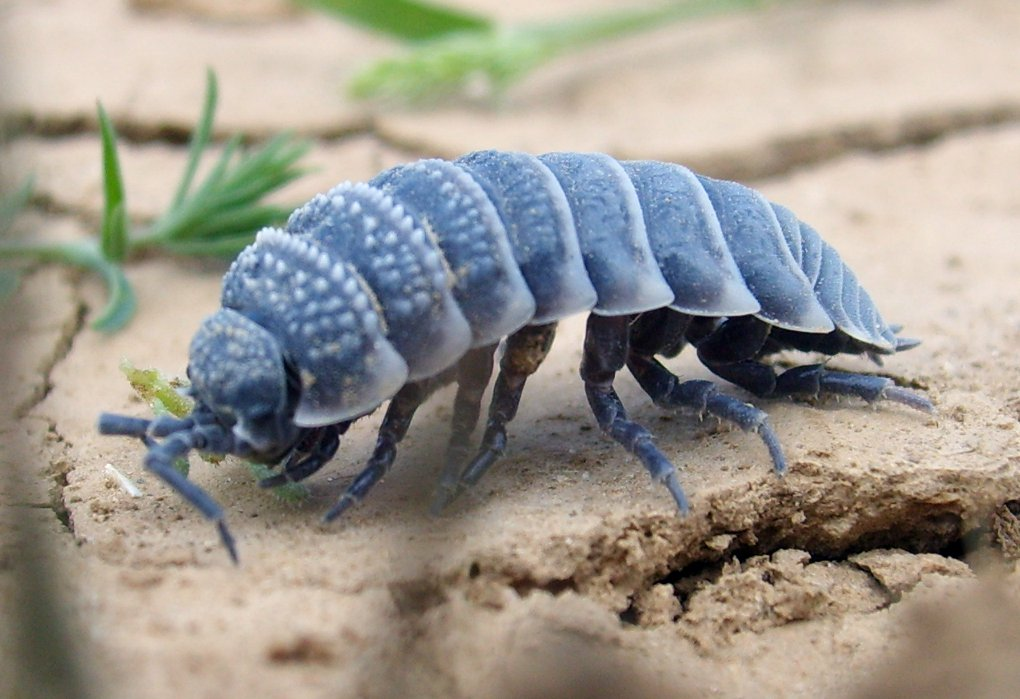
Pustynny Hemilepistus reaumuri

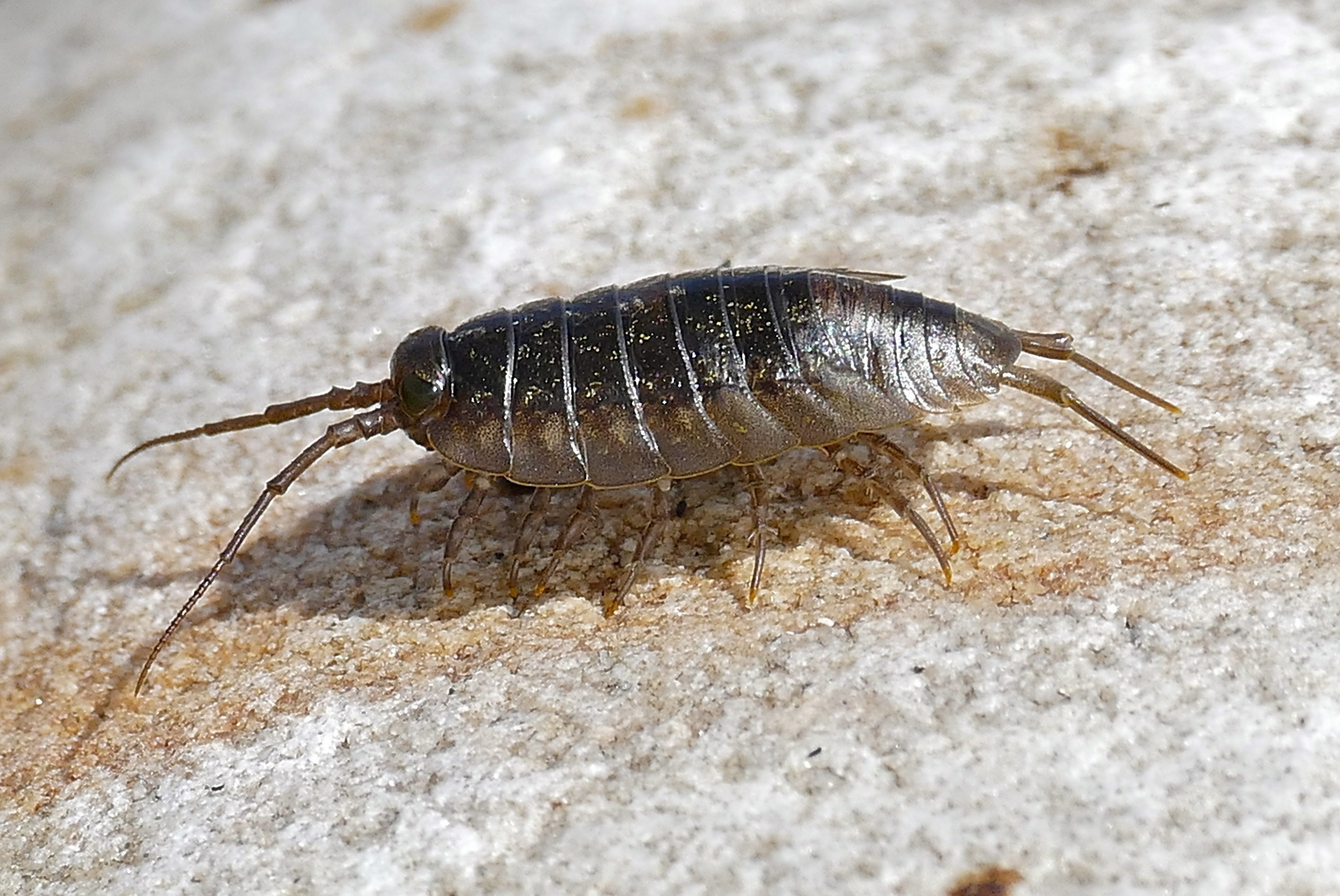
Ligia dilatata

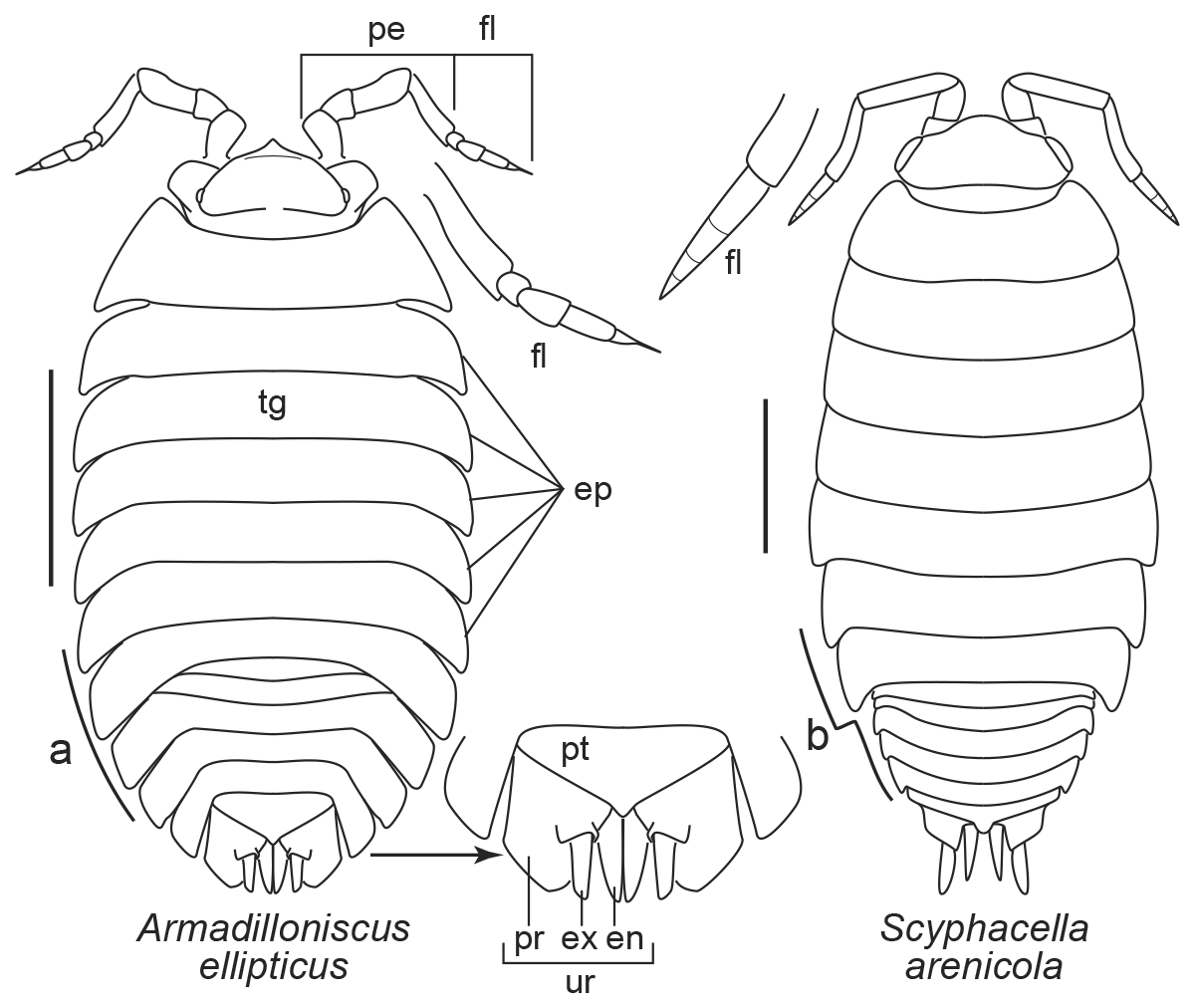
Armadilloniscus ellipticus i Scyphacella arenicola. Obrys boków Oniscidea może zwężać się stopniowo (a) lub gwałtownie (b) na granicy pereonu i pleonu. Inne oznaczenia: en – endopodit, ep – epimeryty, ex – egzopodit, fl – flagellum, tg – tergit, pe – podstawowa część (peduncle) czułka II pary, pr – protopodit, pt – pleotelson, ur – uropodium. Pasek skali: 1 mm.

Podobnie jak większość lub wszystkie równonogi są spłaszczone grzbietobrzusznie, nie posiadają karapaksu i mają głowę zlaną z pierwszym segmentem tułowia. Wyróżniają się bardzo krótkimi czułkami I pary (antennae I).
- Głowa (głowotułów, cefalotoraks[6])
Głowa tutaj to tak naprawdę głowotułów będący połączeniem głowy i pierwszego segmentu tułowia[5].
Na głowie znajdują się oczy złożone lub oczy, w skład których wchodzą 1-3 oczka (ocelli). Niektóre gatunki nie mają oczu[6]. U równonogów oczy nigdy nie są umieszczone na słupkach[6].
Czułki I pary (antennae I) są szczątkowe[6][5][4].
Czułki II pary (antennae II) są dobrze rozwinięte. Biczyk (flagellum) czułków II pary, czyli ich końcowy odcinek, zbudowany jest na ogół z 2 lub 3 segmentów, rzadziej z 10  lub większej ich ilości[6].
Na głowie znajdują się też narządy gębowe - mandibulae (żuwaczki[2]), maxillulae (szczęki pierwszej pary[2]) i słabo rozwinięte maxillae (szczęki drugiej pary[2])[2][5][9], a oprócz nich szczękonóża – pierwsza para odnóży tułowiowych[6][2][5][9] pochodząca z segmentu zlanego z głową[5].
- Pereon (tułów, toraks[6])
Zbudowany jest z 7 wolnych[5] segmentów (czyli nie licząc zlanego z głową[5]), z których każdy ma 1 parę pereopodiów (odnóży)[6][5]. Segmenty te nadają zwierzęciu charakterystyczny wygląd[2].
Grzbietowa powierzchnia każdego segmentu nosi nazwę tergitu. Boczne przedłużenia tergitów czyli epimeryty wspólnie osłaniają od góry odnóża[6].
- Pleon (odwłok, abdomen[6])
Ma 6 segmentów, w tym 5 wolnych[6][5].
Każdy wolny segment ma od spodu parę pleopodiów[6][5], czyli spłaszczonych wyrostków będących przekształconymi odnóżami odwłokowymi[2]. Każde pleopodium składa się z endopoditu (gałęzi wewnętrznej[2]) i egzopoditu (gałęzi zewnętrznej[2])[6][2]. Na egzopoditach zlokalizowane są płuca pleopodialne[7][10][6].
Tergity pierwszych 2 segmentów pleonu nie mają epimerytów, kolejne 3 mogę mieć epimeryty normalne, zredukowane lub ich nie mieć[6].
  - Pleotelson
Połączenie ostatniego (6–go[5]) segmentu pleonu i telsonu[6][5].
Ma on parę uropodiów (odnóży ogonowych[11])[6], pochodzących z ostatniego segmentu pleonu[5].

Samce równonogów mają sztylet kopulacyjny uformowany przez pleopodia. U Oniscidea są to pierwsza i druga para, u pozostałych równonogów pierwsza.

## Środowisko życia
Większość Oniscidea jest lądowa, część amfibiotyczna (np. rodzaje Ligia, Tylos), niektóre wtórnie stały się wodne lub zasiedliły jaskinie. Opanowały one ląd lepiej niż jakakolwiek inna grupa skorupiaków.
Niektóre gatunki występują nawet na pustyniach (np. Hemilepistus reaumuri), na ogół jednak zasiedlają wilgotne siedliska, kryją się pod kamieniami, kawałkami drewna, w ściółce.

## Przystosowania do życia na lądzie
Oniscidea wykazują wiele przystosowań do życia na lądzie. Są to m.in. płuca pleopodialne, bardziej lub mniej zamknięta komora lęgowa (marsupium) czy system przewodzący wodę (WCS).

### Płuca pleopodialne

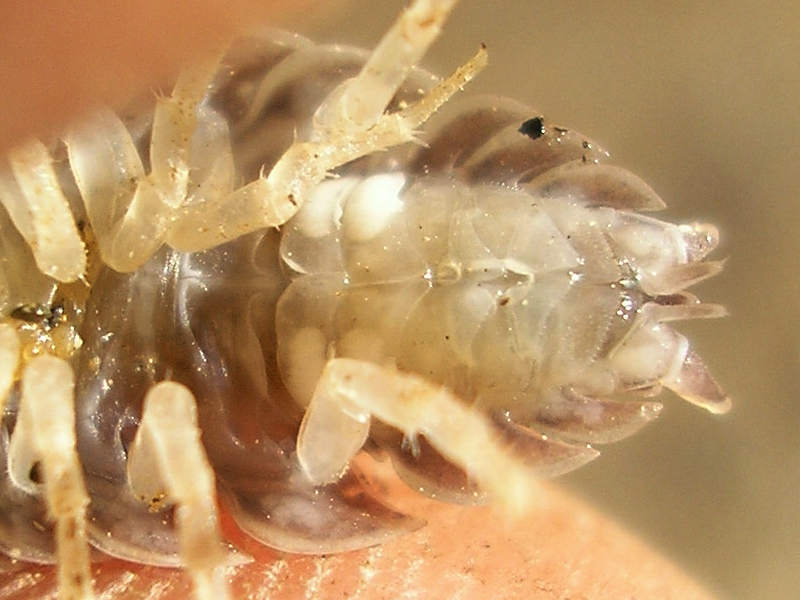
Porcellio laevis, płuca pleopodialne widoczne jako białe łaty na pleopodiach, tutaj na dwóch pierwszych parach

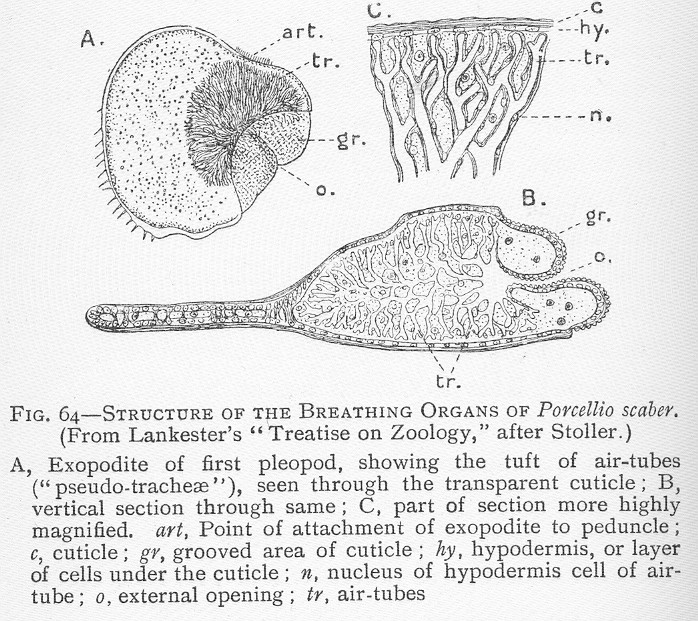
Prosionek szorstki (Porcellio scaber), płuco pleopodialne. A – widok egzopoditu pierwszego pleopodium, B – przekrój poprzeczny egzopoditu, C – powiększenie fragmentu przekroju, tr – rozgałęziające się rureczki powietrzne, o – przetchlinka, gr – „obszar wokółprzedchlinkowy”

Oniscidea oddychają powietrzem atmosferycznym dzięki narządom wymiany gazowej o nazwie płuca pleopodialne, występującym na egzopoditach pleopodiów.
Płuca pleopodialne w zależności od gatunku wykazują różny stopień złożoności budowy – od odkrytej pofałdowanej powierzchni aż do przykrytych struktur zawierających rozgałęziające się rureczki powietrzne.
Te rureczki powietrzne ze względu na kojarzenie się z tchawkami znane są jako pseudotracheae (pseudotchawki).
U części gatunków płuca są widoczne gołym okiem jako pogrubione białe łatki na powierzchni pleopodiów. Z tego powodu płuca pleopodialne znane są też jako ciała białe.
Gatunki słabo przystosowane do środowiska lądowego mogą oddychać przy pomocy skrzeli, których funkcję pełnią endopodity pleopodiów. Na przykład gatunki z rodzajów Ligia i Ligidium oddychają przy pomocy skrzeli (endopoditów), a w razie potrzeby na lądzie przez pofałdowaną powierzchnię egzopoditów. Funkcja endopoditów jako skrzeli została jednak zachowana u większości lądowych równonogów.

### Zamknięta komora lęgowa
Samice równonogów posiadają komorę lęgową (marsupium), w której noszą jaja rozwijające się do stadium larw manka (manca). Larwy te są podobne do postaci dorosłych. Komora lęgowa znajduje się pod pereonem (tułowiem). Od góry jest ograniczona jego ścianą, od spodu oostegitami czyli płytkami na pereopodiach (odnóżach tułowiowych) samic. Wyrastają one z przednich pereopodiów w liczbie 5 par.
Marsupium Oniscidea jest częściowo lub całkowicie zamknięte. U gatunków typowo lądowych (np. u rodzaju Porcellio) jest ono całkowicie zamknięte i wypełnione płynem wydzielanym przez zwisające z tułowia specjalne wyrostki (kotyledony). Zaopatrują one w ten sposób jaja i larwy manka w substancje odżywcze, wodę i tlen. Wyrostków tych nie mają formy wodne i amfibiotyczne, na przykład Ligiidae i Trichoniscidae. U form amfibiotycznych (np. u rodzaju Ligia), mniej zaawansowanych ewolucyjnie, marsupium jest otwarte na obydwu końcach i przepływa przez nie woda z systemu przewodzcego wodę.

### System przewodzący wodę
Oniscidea rozwinęły system przewodzący wodę (ang. water conducting system, WCS). Są to rowki w niektórych rejonach powierzchni ciała, utrzymujące wodę dzięki siłom kapilarnym. Bierze on udział w termoregulacji, wydalaniu i osmoregulacji na lądzie.
Oniscidea podobnie jak typowe organizmy wodne są amonioteliczne – wydalają zbędne i szkodliwe produkty przemiany związków azotowych w postaci amoniaku. Jest on usuwany u nich przez szczękowe nefrydium i gruczoły do systemu przewodzącego wodę, skąd wyparowuje do atmosfery. Tylko 10% amoniaku wydalają one z kałem.
System przewodzący wodę nawilża również płuca pleopodialne - jest rozwinięty tym bardziej im mniej zaawansowane są pluca.

### Zwijanie się w kulkę

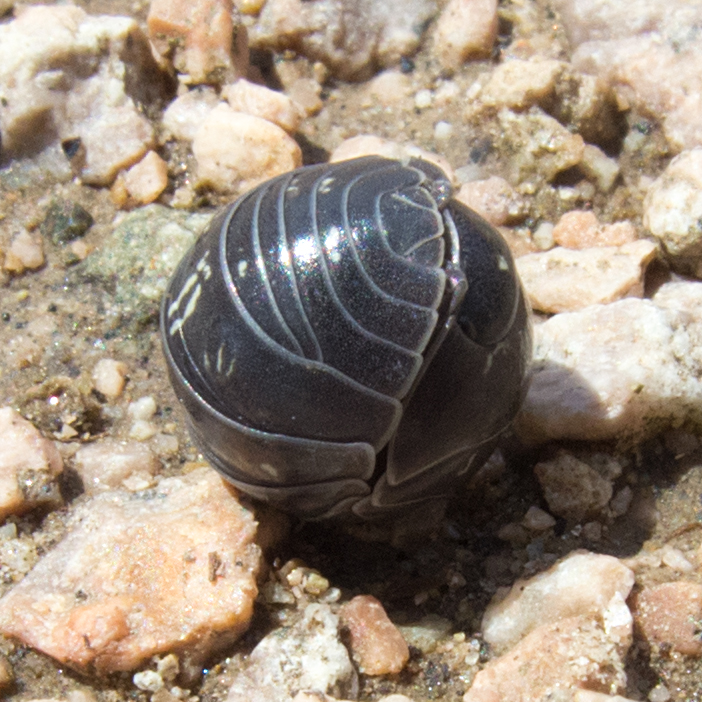
Armadillidium vulgare zwinięta w kulkę.

Niektóre Oniscidea potrafią zwinąć się w kulkę. Są to Armadillidae, Armadillidiidae, Eubelidae, Sphaeroniscidae, Tylidae, rodzaj Cylisticus (skuliczek) z rodziny Cylisticidae.
Może to być kulka idealna, z czułkami schowanymi do środka (np. kulanka Armadillidium), lub pozostawionymi na zewnątrz (np. skuliczek Cylisticus).
Zwinięcie się w kulkę chroni przed drapeżnikami oraz zmniejsza utratę wody.
W kulkę mogą zwijać się nie tylko gatunki lądowe, ale też wodne z rodzaju Sphaeroma (z rodziny Sphaeromatidae) oraz żyjące w strefie pływów Campecopea (Sphaeromatidae) i Tylos (Tylidae).

## Systematyka
W podrzędzie Oniscidea wyróżnia się około 40 rodzin:
- Rodzina: Dubioniscidae Schultz, 1995
- Rodzina: Irmaosidae Ferrara & Taiti, 1983
- Rodzina: Pseudarmadillidae Vandel, 1973
- Rodzina: Scleropactidae Verhoeff, 1938
- Infrarząd: Ligiamorpha Vandel, 1943

- Rodzina: Hekelidae Ferrara, 1977
- Rodzina: Ligiidae Leach, 1814
- Rodzina: Mesoniscidae Verhoeff, 1908
- Nadodzina: Armadilloidea Brandt, 1831 	
  - Rodzina: Actaeciidae Vandel, 1952
  - Rodzina: Armadillidae Brandt, 1831
  - Rodzina: Armadillidiidae Brandt, 1833
  - Rodzina: Atlantidiidae Arcangeli, 1954
  - Rodzina: Balloniscidae Vandel, 1963
  - Rodzina: Cylisticidae Verhoeff, 1949
  - Rodzina: Eubelidae Budde-Lund, 1904
  - Rodzina: Periscyphicidae Ferrara, 1973
  - Rodzina: Porcellionidae Brandt, 1831
  - Rodzina: Trachelipodidae Strouhal, 1953

- Nadodzina: Oniscoidea Latreille, 1802 	
  - Rodzina: Alloniscidae Schmidt, 2003
  - Rodzina: Bathytropidae Vandel, 1952
  - Rodzina: Berytoniscidae Vandel, 1973
  - Rodzina: Detonidae Budde-Lund, 1906
  - Rodzina: Halophilosciidae Verhoeff, 1908
  - Rodzina: Olibrinidae Vandel, 1973
  - Rodzina: Oniscidae Latreille, 1802
  - Rodzina: Philosciidae Kinahan, 1857
  - Rodzina: Platyarthridae Vandel, 1946
  - Rodzina: Pudeoniscidae Lemos de Castro, 1973
  - Rodzina: Rhyscotidae Budde-Lund, 1908
  - Rodzina: Scyphacidae Dana, 1852
  - Rodzina: Spelaeoniscidae Vandel, 1948
  - Rodzina: Sphaeroniscidae Vandel, 1964
  - Rodzina: Stenoniscidae Budde-Lund, 1904
  - Rodzina: Tendosphaeridae Verhoeff, 1930

- Nadodzina: Styloniscoidea Vandel, 1952 	
  - Rodzina: Schoebliidae Verhoeff, 1938
  - Rodzina: Styloniscidae Vandel, 1952
  - Rodzina: Titaniidae Verhoeff, 1938
  - Rodzina: Turanoniscidae Borutzkii, 1969

- Nadodzina: Trichoniscoidea Sars, 1899  	
  - Rodzina: Buddelundiellidae Verhoeff, 1930
  - Rodzina: Trichoniscidae Sars, 1899

- Infrarząd: Tylomorpha Vandel, 1943 
  - Rodzina: Tylidae Dana, 1852

Znanych jest około 3700 gatunków Oniscidea. W Polsce występuje niemal 40 gatunków. Wśród bardziej pospolitych lub znanych warto wymienić takie jak:
- Armadillidium opacum (C.L. Koch, 1841) – kulanka szara[18]
- Cylisticus convexus (De Geer, 1778) – skuliczek gładki[11], skulicznik gładki[3]
- Ligidium hypnorum (Cuvier, 1792) – przystawiec pospolity[11][18]
- Oniscus asellus Linnaeus, 1758 – stonoga murowa[11], stonóg murowy[3]
- Philoscia muscorum (Scopoli, 1763) – podliść zwinny[11][3]
- Porcellio scaber Latreille, 1804 – prosionek szorstki[11][3]
- Porcellium conspersum (C.Koch, 1841)  – prosionek upstrzony[3]
- Trachelipus rathkii (Brandt, 1833) – prosionek pospolity[3]
- Trichoniscus pusillus Brandt, 1833 – stonożek drobny[3][18]